# Клејтон (Оклахома)
Клејтон (енгл. Clayton) град је у америчкој савезној држави Оклахома.

## Демографија
По попису из 2010. године број становника је 821, што је 102 (14,2%) становника више него 2000. године.
| Група             | 2000.       | 2010.       |
| Белци             | 531 (73,9%) | 578 (70,4%) |
| Афроамериканци    | 0 (0,0%)    | 4 (0,5%)    |
| Азијати           | 0 (0,0%)    | 2 (0,2%)    |
| Хиспаноамериканци | 5 (0,7%)    | 15 (1,8%)   |
| Укупно            | 719         | 821         |